# ユーロビジョン・ソング・コンテスト1957
ユーロビジョン・ソング・コンテスト1957こと第2回ユーロビジョン・ソング・コンテスト(Grand Prix Eurovision de la Chanson Européenne 1957)は1957年3月3日(日曜日)に西ドイツ・フランクフルトのヘッセン放送スタジオで行われた。

製作:ドイツ公共放送連盟(ARD)ヘッセン放送(hr)、司会は女優のアナイド・イプリチャン。放送時間：時間10分。

## 西ドイツ開催の経緯
初回開催国であり、優勝国でもあるスイスは、自国で2年連続して開催に難色を示した。開催は、参加国のまわりもちが好ましいとし、西ドイツの立候補により、1957年はフランクフルトでの開催することが決まった。
現在では、前年の優勝国が次回の開催国を務めることが原則として定着しているが、この時点では正式に決定ではなかったので、翌年から施行されることになった。

## 参加国及び放送ネットワーク
10ヶ国　11社
- (2)　ドイツ公共放送連盟 (ドイツテレビジョン)
- (1)　オーストリア放送協会
- (1)　SRデンマーク国営放送
- (1)　英国放送協会 (TV1,ライトプログラム)
- (2)　NTS オランダ・テレビ協会
- (2)
  - NIRベルギー国営放送協会オランダ語放送
  - INRベルギー国営放送協会フランス語放送
- (2)　CLT テレ・ルクセンブルク
- (2)　RTFフランス国営放送
- (2)　スイス放送協会 (tsrテレヴィジオン・スイス・ロマンド※フランス語のみ)
- (2)　イタリア放送協会 (国民テレビ)

( )内数字は参加回数

## 規則の変更
前回からの大きな変更点は、以下の2点。
- 演目はが1国1曲に限定された。
その一方で、アーティストはソロ歌手だけではなく、デュオでの参加が可能になった。

### 投票方式
- 公正を期すため、全ての投票先・投票元の内訳を公表することになった。
- 各国の審査員は各10名。自国内で中継放送を鑑賞の上、1人1票ずつ投票。
- 投票先は必ず自国以外でなければならない。
- 各放送局では、その票の集計結果を、会場に電話で連絡し、派遣されているコメンテイターが口頭で発表した。これは国際電話が使用される初めての試みとなった。

## 印象的な演出

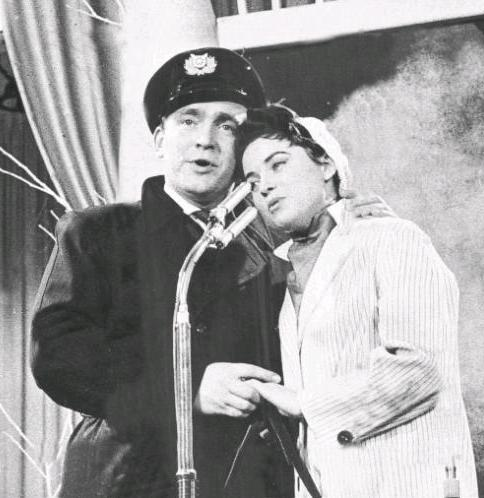
Gustav Winckler & Birthe Wilke

- ドイツの代表マーゴット・ヒールは、表題である電話機を小道具として舞台に設置、架空の審査員に「投票してね」と呼びかけた。
- 初の男女デュオでの参加となったデンマーク代表のビルテ・ヴィルケ&グスタフ・ヴィンクラーは、歌詞の内容に沿った衣装（船乗りの制服）で登場したばかりでなく、歌い終わった後、11秒間のキスをした。これには、進行スタッフも唖然として、演目終了のサインを出すことを忘れた。
- イタリア代表ヌンツィオ・ガロの曲「ギターの弦」が演奏が5分09秒と長すぎたため、「演目は最大で3分以内に留める。」という規則も設けられ、後者は翌年以降施行されることになった。

## 結果
優勝はオランダのコリー・ブロッケン。彼女には、全ての国が投票。スイスから7票、オーストリーから6票、ベルギーから5票、フランスから4票、デンマークとルクセンブルクから各3票、イギリス、ドイツ、イタリアから各1票を得た。
| 登場順 | 国名           | 言語         | アーティスト名                                                         | 曲目                     | 順位 | 得点 |
| ------ | -------------- | ------------ | ---------------------------------------------------------------------- | ------------------------ | ---- | ---- |
| 01     | ベルギー       | オランダ語   | Bobbejaan Schoepen ボブジャーン・ショーペン                            | Straatdeuntje            | 8    | 5    |
| 02     | ルクセンブルク | フランス語   | Danièle Dupré ダニエル・デュプレ                                       | Amours mortes            | 4    | 8    |
| 03     | イギリス       | 英語         | Patricia Bredin パトリシア・ブレディン                                 | All                      | 7    | 6    |
| 04     | イタリア       | イタリア語   | Nunzio Gallo ヌンツィオ・ガロ                                          | Corde della mia chitarra | 6    | 7    |
| 05     | オーストリア   | ドイツ語     | Bob Martin ボブ・マーティン                                            | Wohin, kleines Pony?     | 10   | 3    |
| 06     | オランダ       | オランダ語   | Corry Brokken コリー・ブロッケン                                       | Net als toen             | 1    | 31   |
| 07     | 西ドイツ       | ドイツ語     | Margot Hielscher マーゴット・ヒールシャー                              | Telefon, Telefon         | 4    | 8    |
| 08     | フランス       | フランス語   | Paule Desjardins ポール・デジャルダン                                  | La belle amour           | 2    | 17   |
| 09     | デンマーク     | デンマーク語 | Birthe Wilke & Gustav Winckler ビルテ・ヴィルケ&グスタフ・ヴィンクラー | Skibet skal sejle i nat  | 3    | 10   |
| 10     | スイス         | フランス語   | Lys Assia リス・アシア                                                 | L'enfant que j'étais     | 8    | 5    |

### 得点表
|          |                | 審査員               |             |             |                   |             |          |             |                |          |   |   |
| 合 計    | ベ ル ギ 丨    | ル ク セ ン ブ ル ク | イ ギ リ ス | イ タ リ ア | オ 丨 ス ト リ ア | オ ラ ン ダ | ド イ ツ | フ ラ ン ス | デ ン マ 丨 ク | ス イ ス |   |   |
| 出 場 者 | ベルギー       | 5                    |             |             |                   |             |          |             | 2              |          | 2 | 1 |
| 出 場 者 | ルクセンブルク | 8                    |             |             | 1                 | 4           | 3        |             |                |          |   |   |
| 出 場 者 | イギリス       | 6                    | 1           | 1           |                   |             | 1        | 1           |                |          |   | 2 |
| 出 場 者 | イタリア       | 7                    | 1           | 1           | 2                 |             |          | 2           |                |          | 1 |   |
| 出 場 者 | オーストリア   | 3                    |             |             | 2                 |             |          | 1           |                |          |   |   |
| 出 場 者 | オランダ       | 31                   | 5           | 3           | 1                 | 1           | 6        |             | 1              | 4        | 3 | 7 |
| 出 場 者 | ドイツ         | 8                    | 1           |             |                   | 1           |          |             |                | 6        |   |   |
| 出 場 者 | フランス       | 17                   | 2           | 4           | 2                 |             |          | 1           | 6              |          | 2 |   |
| 出 場 者 | デンマーク     | 10                   |             |             | 2                 | 3           |          | 5           |                |          |   |   |
| 出 場 者 | スイス         | 5                    |             | 1           |                   | 1           |          |             | 1              |          | 2 |   |

## 歌詞
各曲の歌詞については以下を参照のこと

Diggiloo Thrush